# Cor Blaauw
Cornelis (Cor) Blaauw (Heerenveen, 12 januari 1933 –  17 juni 2014) was een Nederlands voetballer die uitkwam voor Heerenveen en Alkmaar '54.

## Loopbaan

### Beginjaren
Hij was de jongste van vier kinderen uit het gezin van vader Imke Blaauw en moeder Hendrikje Koopmans. Hij groeide op in Heerenveen waar hij in de oorlogsperiode ging voetballen bij VV Heerenveen. De Friese club van sterspeler Abe Lenstra was in die tijd een topploeg en werd negen jaar op rij kampioen in de Eerste klasse Noord.
Blaauw debuteerde op zijn zestiende in het eerste elftal, dat al vele jaren in vrijwel dezelfde samenstelling aantrad. Hij speelde mee in het slotduel van de competitie op 8 juni 1949 in de met 7-0 gewonnen uitwedstrijd tegen Be Quick.

### Jeugdinternational
Blaauw speelde in maart 1951 twee interlands voor het Nederlands jeugdelftal 16–18 jaar dat deelnam aan het Europees kampioenschap in Frankrijk, officieel FIFA Jeugdtoernooi.
Het Nederlandse jeugdteam won op 24 maart met 4-1 van thuisland Frankrijk. Twee dagen later ging het duel tegen de Engelse jeugdploeg met 1-2 verloren. Blaauw was in beide wedstrijden als centrumspits opgesteld.
Hij brak tijdens het seizoen 1950/51 door in de hoofdmacht van Heerenveen. Bijna anderhalf jaar na zijn debuut, kreeg hij op 19 november 1950 weer een basisplek in de uitwedstrijd tegen Frisia. Heerenveen won met 4-3 en Blaauw scoorde tweemaal.

### Laatste keer kampioen
Blaauw verwierf een plek, meestal als rechtsbuiten, in de vijfmans voorhoede met Marten Brandsma, Germ Hofma, Henny Jonkman en Abe Lenstra. Het begin van zijn loopbaan viel samen met het einde van de glorieperiode van Heerenveen. In het seizoen 1950/51 droeg Blaauw met negen treffers bij aan het negende kampioenschap op rij. Hij speelde mee in de strijd om de landstitel in 1951. De Friese club slaagde er nooit in landskampioen te worden.
In 1950 verdween de regionale indeling van de Eerste klasse. Heerenveen speelde voortaan niet meer alleen tegen clubs uit de noordelijke drie provincies, maar trof ook tegenstanders uit andere districten. Blaauw behoorde tot de nieuwe lichting spelers waarmee Heerenveen in 1954 naar het profvoetbal overging. Het vertrek van Abe Lenstra in 1955 naar SC Enschede betekende voor de voormalige kampioen een groot verlies. Bij de nieuwe competitieopzet belandde Heerenveen in 1956 in de Tweede divisie.      

### Vertrek Heerenveen
Blaauw speelde in het seizoen 1956/57 voor het laatst voor Heerenveen. Met Germ Hofma en Wim Molenaar behoorde hij tot de enig overgebleven spelers uit het kampioenselftal van 1951.  Hij was van de voorhoede naar het middenveld verhuisd en miste in zijn afscheidsjaar geen enkel duel. In 1957 werd hij voor 17.000 gulden verkocht aan Alkmaar '54.

### Promotie Alkmaar
Zijn nieuwe club kwam uit in de Eerste divisie A en in zijn eerste seizoen kwam hij nog weinig aan spelen toe. Dat veranderde een jaar later toen hij een vaste waarde werd en Alkmaar '54 op de vierde plaats eindigde. In het seizoen 1959/60 greep de Alkmaarse club het kampioenschap in de Eerste divisie B. Op de slotdag op 22 mei 1960 was de 0-0 op bezoek bij titelconcurrent D.F.C. genoeg voor promotie naar de Eredivisie.
Blaauw kwam in de Eredivisie drie keer in actie en hij scoorde eenmaal. Alkmaar '54 kon zich niet handhaven en moest terug naar de Eerste divisie.
Blaauw stopte na dat seizoen als profvoetballer. Hij ging in 1961 als speler-trainer aan de slag bij amateurclub CSV in zijn woonplaats Castricum.

## Clubstatistieken
| Seizoen | Club        | Land      | Competitie                   | Competitie | Competitie | Beker | Beker | Internationaal | Internationaal | Overig | Overig | Totaal | Totaal |
| Seizoen | Club        | Land      | Competitie                   | Wed.       | Dlp.       | Wed.  | Dlp.  | Wed.           | Dlp.           | Wed.   | Dlp.   | Wed.   | Dlp    |
| ------- | ----------- | --------- | ---------------------------- | ---------- | ---------- | ----- | ----- | -------------- | -------------- | ------ | ------ | ------ | ------ |
| 1948/49 | Heerenveen  | Nederland | Eerste klasse Noord          | 1          | 0          | –     | 0     | 0              | 0              | 0      | 0      | 1      | 0      |
| 1949/50 | Heerenveen  | Nederland | Eerste klasse Noord          | 0          | 0          | –     | 0     | 0              | 0              | 0      | 0      | 0      | 0      |
| 1950/51 | Heerenveen  | Nederland | Eerste klasse A              | 13         | 9          | –     | 0     | 0              | 0              | 6      | 0      | 19     | 9      |
| 1951/52 | Heerenveen  | Nederland | Eerste klasse A              | 5          | 3          | –     | 0     | 0              | 0              | 0      | 0      | 5      | 3      |
| 1952/53 | Heerenveen  | Nederland | Eerste klasse B              | 24         | 9          | –     | 0     | 0              | 0              | 0      | 0      | 24     | 9      |
| 1953/54 | Heerenveen  | Nederland | Eerste klasse B              | 24         | 4          | –     | 0     | 0              | 0              | 0      | 0      | 24     | 4      |
| 1954/55 | Heerenveen  | Nederland | Eerste klasse A (afgebroken) | 1          | 0          | –     | –     | 0              | 0              | 0      | 0      | 1      | 0      |
| 1954/55 | Heerenveen  | Nederland | Eerste klasse B              | 18         | 1          | –     | –     | 0              | 0              | 0      | 0      | 18     | 1      |
| 1955/56 | Heerenveen  | Nederland | Eerste klasse A              | 26         | 2          | –     | –     | 0              | 0              | 0      | 0      | 26     | 2      |
| 1956/57 | Heerenveen  | Nederland | Tweede divisie A             | 28         | 0          | 2     | 0     | 0              | 0              | 0      | 0      | 30     | 0      |
| 1957/58 | Alkmaar '54 | Nederland | Eerste divisie A             | 6          | 1          | 0     | 0     | 0              | 0              | 0      | 0      | 6      | 1      |
| 1958/59 | Alkmaar '54 | Nederland | Eerste divisie A             | 28         | 4          | 2     | 1     | 0              | 0              | 0      | 0      | 30     | 5      |
| 1959/60 | Alkmaar '54 | Nederland | Eerste divisie B             | 30         | 1          | –     | –     | 0              | 0              | 0      | 0      | 30     | 1      |
| 1960/61 | Alkmaar '54 | Nederland | Eredivisie                   | 3          | 1          | 0     | 0     | 0              | 0              | 0      | 0      | 3      | 1      |
| Totaal  | Totaal      | Totaal    | Totaal                       | 207        | 35         | 4     | 1     | 0              | 0              | 6      | 0      | 217    | 36     |